# Dedni Dol
Dedni Dol este o localitate din comuna Ivančna Gorica, Slovenia, cu o populație de 134 de locuitori.